# John Gilstrap
Pour les articles homonymes, voir Gilstrap.
Œuvres principales
- Série Jonathan Grave
- Série Victoria Emerson

John Gilstrap né le 27 février 1957 est un écrivain américain.
Il est par ailleurs spécialiste en explosifs et en énergie environnementale. Il vit en Virginie avec sa femme et son fils.

## Œuvre

### SérieJonathan Grave
1. (en) No Mercy, 2009
2. (en) Hostage Zero, 2010
3. (en) Threat Warning, 2011
4. (en) Damage Control, 2012
5. (en) High Treason, 2013
6. (en) End Game, 2014
7. (en) Against All Enemies, 2015
8. (en) Final Target, 2017
9. (en) Scorpion Strike, 2018
10. (en) Total Mayhem, 2019
11. (en) Hellfire, 2020
12. (en) Stealth Attack, 2021

### SérieVictoria Emerson
1. (en) Crimson Phoenix, 2021
2. (en) Blue Fire, 2022

### Romans indépendants
- Nathan, Albin Michel, coll. « Spécial suspense », 1996 ((en) Nathan’s Run, 1996)  (ISBN 2-226-08554-8)Réédition France Loisirs, 1997 (ISBN 2-7441-0433-7) ; réédition LGF, coll. « Le Livre de poche » no 17030 (1998)  (ISBN 2-253-17030-5)
- Coup tordu, Presses de la Cité, 1998 ((en) At All Costs, 1999)  (ISBN 2-258-05081-2)Réédition Le Grand Livre du mois, 1998 (ISBN 2-7028-3053-6) ; réédition LGF, coll. « Le Livre de poche » no 17143 2000 (ISBN 2-253-17143-3) ; réédition France Loisirs 2000 (ISBN 2-7441-3327-2)
- (en) Even Steven, 2000
- Les Yeux de la mort, Presses de la Cité, coll. « Sang d'encre », 2004 ((en) Scott Free, 2003)  (ISBN 2-258-06074-5)Réédition, Le Grand Livre du mois 2004 (ISBN 2-7028-9550-6) ; réédition LGF, coll. « Le Livre de poche » no 37136 2006 (ISBN 2-253-11291-7)
- (en) Nick of Time, 2016

## Prix et nominations

### Prix
- Prix Thriller 2016 du meilleur livre de poche pour Against All Enemies[1]

### Nominations
- Prix Thriller 2010 du meilleur livre de poche pour No Mercy[1]
- Prix Shamus 2011 du meilleur livre de poche pour Hostage Zero[2]
- Prix Shamus 2012 du meilleur livre de poche pour Threat Warning[2]
- Prix Thriller 2012 du meilleur livre de poche pour Threat Warning[1]